# تعليمات آني

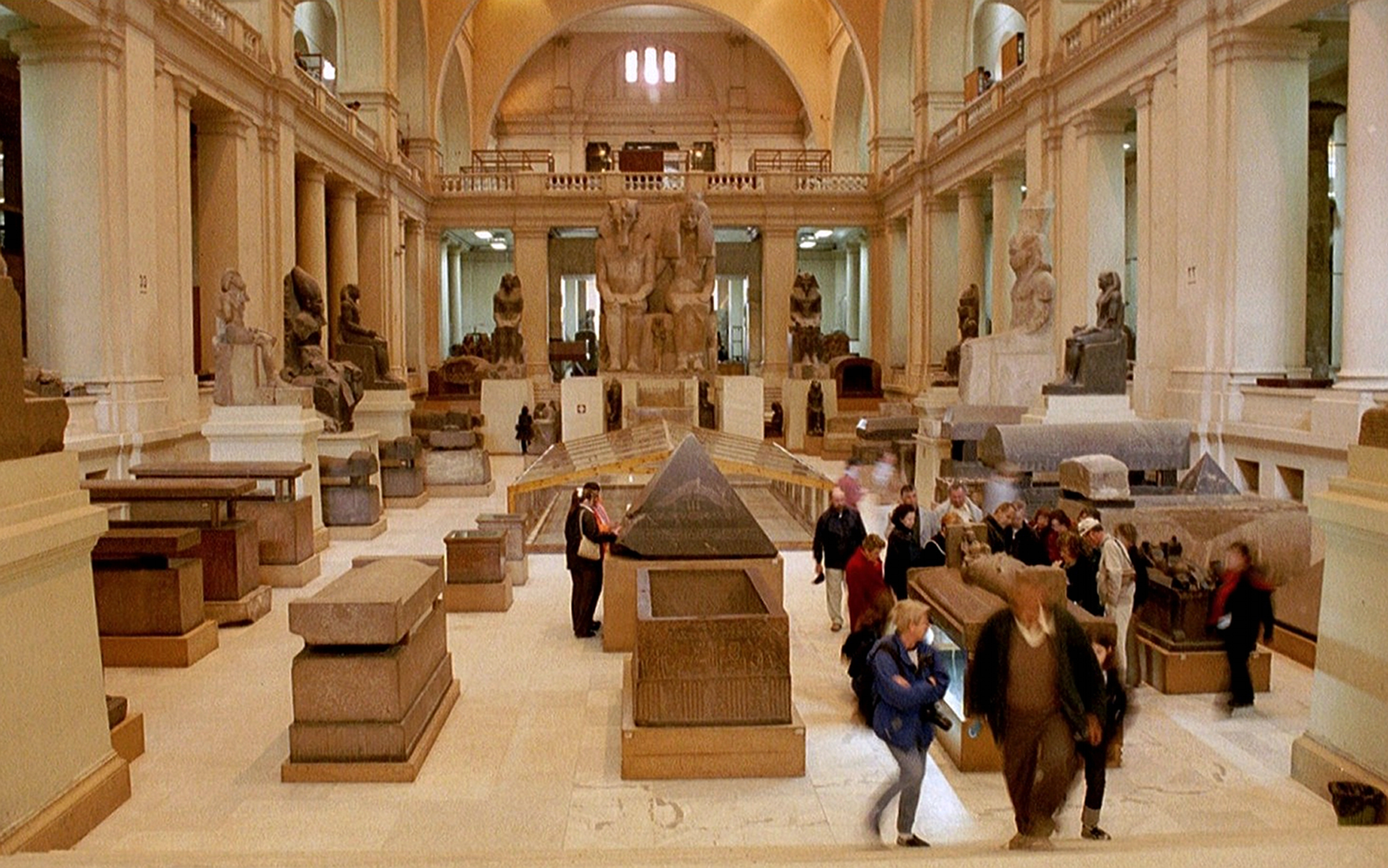

تعليمات أني، هو نص مصري قديم مكتوب بأسلوب الحكمة التي يعتقد أنها كانت تتمثل في الأسرة الثامنة عشرة في المملكة المصرية الحديثة، مع مخطوطة لا يزال موجوداً من الأسرة الحادية والعشرين أو الأسرة الثانية والعشرين. ونظرا لكمية الثغرات والتلف، فقد اعتبر نصا صعبا، وأحيانا مظلما، لذا صعبت ترجمته. 

## الخطوط العريضة
يحتفظ النص بالشكل التقليدي لرجل مسن - حيث أن الكاتب أني، الذي يعمل في محكمة نفرتاري، ينصح ابنه. ومع ذلك، فإن تعليمات أي شخص يتميز عن الأعمال السابقة، كما كان المقصود أن يكون الشخص عادياً بدلا من ان يكون ارستقراطياً. وتشمل التعليمات احترام الدين والأمومة والصدق والضبط وتجنب العلاقات مع النساء غير المؤمنات. ما لم ينص على خلاف ذلك، يحتوي هذا النص على خاتمة يستجيب فيها أولها لأهداف والده بشكل نقدي بدلا من الامتثال. والدافع يدحض اعتراضات ابنه بقوة الحجة. 

## مخطوطة
وأهم مخطوطة على قيد الحياة واردة في بردي بولاق 4 التي عقدت في متحف القاهرة، على الرغم من وجود شظايا صغيرة فقط من الصفحات الأولى لا تزال قائمة. تم العثور على أجزاء من النص في ثلاثة أقسام أخرى من البردي في متحف غيميت، والبردية تشيستر بيتي الخامس الذي عقد في المتحف البريطاني، وأربعة شقفات مرسومه من دير المدينة. 

## مقاطع مختارة
تؤخذ اقتباسات من كريستيان جاك «الحكمة الحية في مصر القديمة». 
- «الحقيقة مرسلة من الإله.» (P. 21)
- «حتى لو كان شخصا هاما، رجل طبيعته الشر لا يعرف كيف يبقى مستقيما». (P. 31)
- «احتفلوا بعيد إلهكم وابدأوا في الوقت الصحيح، الإله غير سعيد إذا أهملته». (ص 44)
- "كن حذرا لتجنب خطأ الكذب: سوف يمنعك من محاربة الشر داخل نفسك". (P. 79) "
- «... اختيار ما هو جيد أن تقول وابقي الكلمات الشريرة كسجين في جسمك.» (ص 79)
- «حافظ على قلب محب الذي تبقى كلماته مخفية. وهو [أي الإله] سيوفر لك احتياجاتك. وسوف يستمع إلى ما تقوله، وأضاحيك له ستكون مقبولة.» (ص 80)
- «يمكن للجميع السيطرة على طبيعتهم إذا كانت الحكمة التي تم تدريسهم بها جعلت هذه الطبيعة مستقرة». (ص 85)
- «الرجل الكسول لا يستطيع أن يفعل أي شيء. بينما من يعرف كيفية وضع الخطط يستحق النظر فيه». (ص 90)
- «لا تنضم إلى حشد جمعهم القتال، ابتعد عن المتمردين». (ص 104)
- «أعطي بوفرة الخبز الذي أعطته أمك، وادعمها كما دعمتك». (ص 106)
- «اسكب ماء التحرر لأبيك وأمك الذين يقطنون في وادي الموت، وسوف يشهد الآلهة على هذا العمل العادل». (ص 106)
- «ازدري المرأة التي لديها سمعة سيئة في بلدتك، لا ننظر إليها عندما تمر، لا تحاول النوم معها». (ص 108)
- «تزوج في صغرك، وأنجب في صغرك». (ص 112)
- «كل شيء يسير على ما يرام بالنسبة للرجل الذي أسرته كبيرة». (ص 112)ذ
- «ابعد نفسك عن المتمردين، لا تصادق أحدا منهم، صادق الرجل العادل والصالح الذي رأيت أعماله.» (ص 113)
- «ابني منزلك بنفسك ولا تفترض أن بيت والديك سوف يأتي إليك عن طريق الوراثة». (ص 113)
- «لا تأكل الخبز دون إعطاء بعضه للذين ليس لديهم أي شيء لتناول الطعام بالقرب منك، لأن الخبز أبدي في حين أن الإنسان لا يدوم». (ص 123)
- «لا تجلس عندما يكون هناك شخص يقف أمامك ويكون أكبر منك أو تكون رتبته أعلى من رتبتك». (ص 123)
- «سوف تعرف السعادة إذا عشت حياتك ضمن الحدود التي وضعتها إرادة الإله». (ص 124)
- «لا تملأ قلبك مع الرغبة بما يملك الآخرون، بل اهتم بما بنيته لنفسك». (ص 132)
- «عندما يأتي الموت، فإنه يحتضن العجوز مثل طفل في ذراعي أمه». (ص 152)
- «لا تفقد نفسك في العالم الحالي إلى الحد أن تهمل مكان بقائك الأبدي.» (ص 153)